# Maschinengewehr 13
Maschinengewehr 13 (skraćeno MG 13) bio je njemački univerzalni mitraljez dobiven obnavljanje starog mitraljeza s hlađenjem na vodu u novi mitraljez sa zračnim hlađenjem. 
MG 13 uveden je u službu 1930. gdje je služio kao standardna laka strojnica. Dizajnirani su da rade ili s magacinom od 25 metaka ili bubnjom od 75 metaka. Bili su opremljeni preklopnim kundakom i ručkom za nošenje. Korišteni su i na poziciji repnog topnika Ju 87 Stuka bombardera i u kupoli Panzer I tenkova.
Kineska Nacionalistička Vlada također je uvozila Panzer I tenkove s mitraljezom MG 13 tokom borbi protiv japanske imperijalističke vojske u Drugom kinesko-japanskom ratu. Zamijenjen je jeftinijim i bržim modelom MG 34 kojeg kasnije mijenja, isto tako jeftiniji i brži model MG 42. Službeno je povučen iz uporabe 1934. Najviše MG 13 univerzalnih mitraljeza bilo je prodano Portugalu gdje su u kasnim 40.-im godinama korišteni pod imenom Metralhadora 7,92 mm m/938 Dreyse.
Oni koji nisu bili prodani pohranjeni su u skladišta i kasnije korišteni u Drugom svjetskom ratu od strane rezervista Wehrmachta.

## Vanjske poveznice
- (1945) Manual del Fusil Ametrallador 13 Dreyse (Spanish manual for the MG 13)